# نيسان 350 زد
نيسان 350 زيت هي سيارة رياضية من صناعة نيسان موتورز أنتجت في 2002 وتوقف إنتاجها في 2008.

## وصلات خارجية
- الموقع الرسمي